# Silas Deane
Pour les articles homonymes, voir Deane.
Silas Deane, né le 24 décembre 1737 et mort le 23 septembre 1789, est un homme politique et un diplomate américain. Il est particulièrement actif pendant la guerre d'indépendance américaine (1775-1783).

## Premières années et vie familiale
Silas Deane naît le 24 décembre 1737 à Groton, dans le Connecticut, d'un père forgeron, Silas Deane et de son épouse Hannah Barker. Le jeune Silas poursuit des études complètes à Yale et obtient sa licence en 1758. En avril 1759, il est engagé comme précepteur du jeune Edward Bancroft à Hartford. En 1761, Deane est admis au barreau et exerce le droit pendant une courte période à l'extérieur de Hartford avant de déménager à Wethersfield et de fonder un commerce qui s'avère florissant.
Deane s'est marié deux fois, avec de riches veuves de Wethersfield. En 1763, il épouse Mehitable Webb (née Nott), après l'avoir aidée à régler la succession de son premier mari. Ils ont un fils, Jesse, né en 1764. Mehitable meurt en 1767. En 1770, il épouse Elizabeth Evards (née Saltonstall), petite-fille du gouverneur du Connecticut, Gurdon Saltonstall (en). Elizabeth meurt en 1777 alors que Silas est en France.

## Congrès Continental

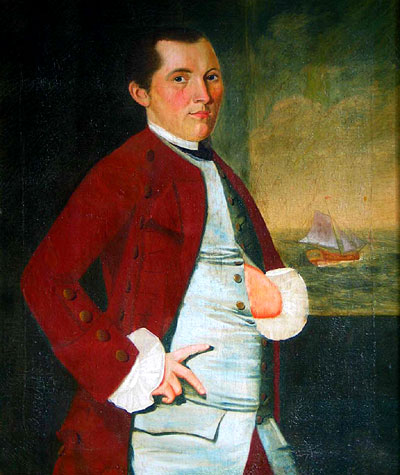
Deane en 1766, par William Johnston

En 1768, Deane est élu à la Chambre des représentants du Connecticut ; en 1769, il est nommé au Comité de correspondance de Wethersfield ; et de 1774 à 1776, il est délégué du Connecticut au Congrès continental.
En tant que membre du Congrès, Deane use de son influence pour obtenir une commission dans la Continental Army pour son beau-fils, Samuel B. Webb, qui l'a accompagné à Philadelphie. Deane excelle dans le travail de comité du Congrès, aidant à coordonner l'attaque du fort Ticonderoga et à établir la marine américaine.
Une dispute s'élève entre Deane et un autre délégué du Connecticut, Roger Sherman au sujet de la nomination d'Israel Putnam en tant que major général sous le commandement de George Washington. Ce différend conduit l'assemblée législative du Connecticut à remplacer Deane comme délégué au Congrès ; mais au lieu de revenir au Connecticut, Deane reste à Philadelphie pour assister au Congrès,.

## Missions en France
Le 2 mars 1776, le Congrès nomme Deane envoyé secret en France avec pour mission d'inciter le gouvernement français à accorder une aide financière aux colonies. Dès son arrivée à Paris, il entame des négociations avec le ministre français des Affaires étrangères, le Comte de Vergennes. Celui-ci le met en rapport (18 juillet 1776) avec Beaumarchais, chargé d'approvisionner les Américains en équipements de guerre, et Jean Joseph Carrier de Montieu.
S'étant entendus, ils vont faire une première expédition à partir du port du Havre, ce qui va être un échec et les inciter à choisir le port de Nantes et principalement l'armateur Jean Peltier Dudoyer. Jonathan Williams, le neveu de Benjamin Franklin, sera leur interlocuteur sur place. Ils se sont engagés à transporter 1 600 tonneaux ou plus d'armes, de marchandises, d'officiers, de soldats et de marins. Mais Deane n'est pas l'homme fort des commissaires américains et Beaumarchais avait vu rapidement les problèmes et écrivait le 7 décembre 1777 à Vergennes : "J’ai toujours mis une grande différence entre l’honnête député Deane avec qui j’ai traité et l’insidieux politique Lee et le silencieux docteur Franklin"...[réf. nécessaire]
C'est à cette période que Deane approuve tacitement le complot de l'Écossais James Aitken (John the Painter) pour détruire les magasins et les arsenaux de la Royal Navy à Portsmouth et Plymouth, au nom de la cause continentale.
La position de Deane est officiellement reconnue après l'arrivée de Benjamin Franklin et Arthur Lee à Paris en décembre 1776, sur ordre du Congrès qui nomme le trio comme délégation diplomatique en France. Deane recrute un certain nombre d'officiers étrangers, dont Lafayette, le baron Johann de Kalb, Thomas Conway, Casimir Pulaski, et le baron von Steuben,.
Le 6 février 1778, Deane et les autres commissaires signent les traités d'amitié et de commerce et d'alliance, créant officiellement l'alliance entre la France et les colonies américaines.

## Mise en cause au Congrès
Le 4 mars 1778, Deane reçoit une lettre de James Lovell contenant l'ordre de rappel du Congrès. Lovell ne fait mention que d'un rapport au Congrès sur les affaires européennes, et Deane s'attend à être renvoyé à Paris quelques mois plus tard. La France renvoie Deane chez lui à bord d'un navire de guerre transportant le premier ambassadeur de France aux États-Unis. Louis XVI lui fait présent d'un portrait encadré de diamants, et Vergennes et Franklin écrivent tous deux des lettres de recommandation.
Arrivé à Philadelphie le 14 juillet 1778, Deane est choqué lorsque le Congrès l'accuse d'irrégularités financières sur la base des rapports de son collègue commissaire Arthur Lee. Comme Deane a laissé ses livres de comptes à Paris, il n'est pas en mesure de se défendre correctement ni de demander le remboursement de l'argent qu'il a dépensé pour se procurer des fournitures en France, (Alors qu'il attend de s'adresser au Congrès, Deane séjourne chez Benedict Arnold, qui vient juste d'être nommé gouverneur militaire de Philadelphie.)